# Voorsteen van de vierschaar

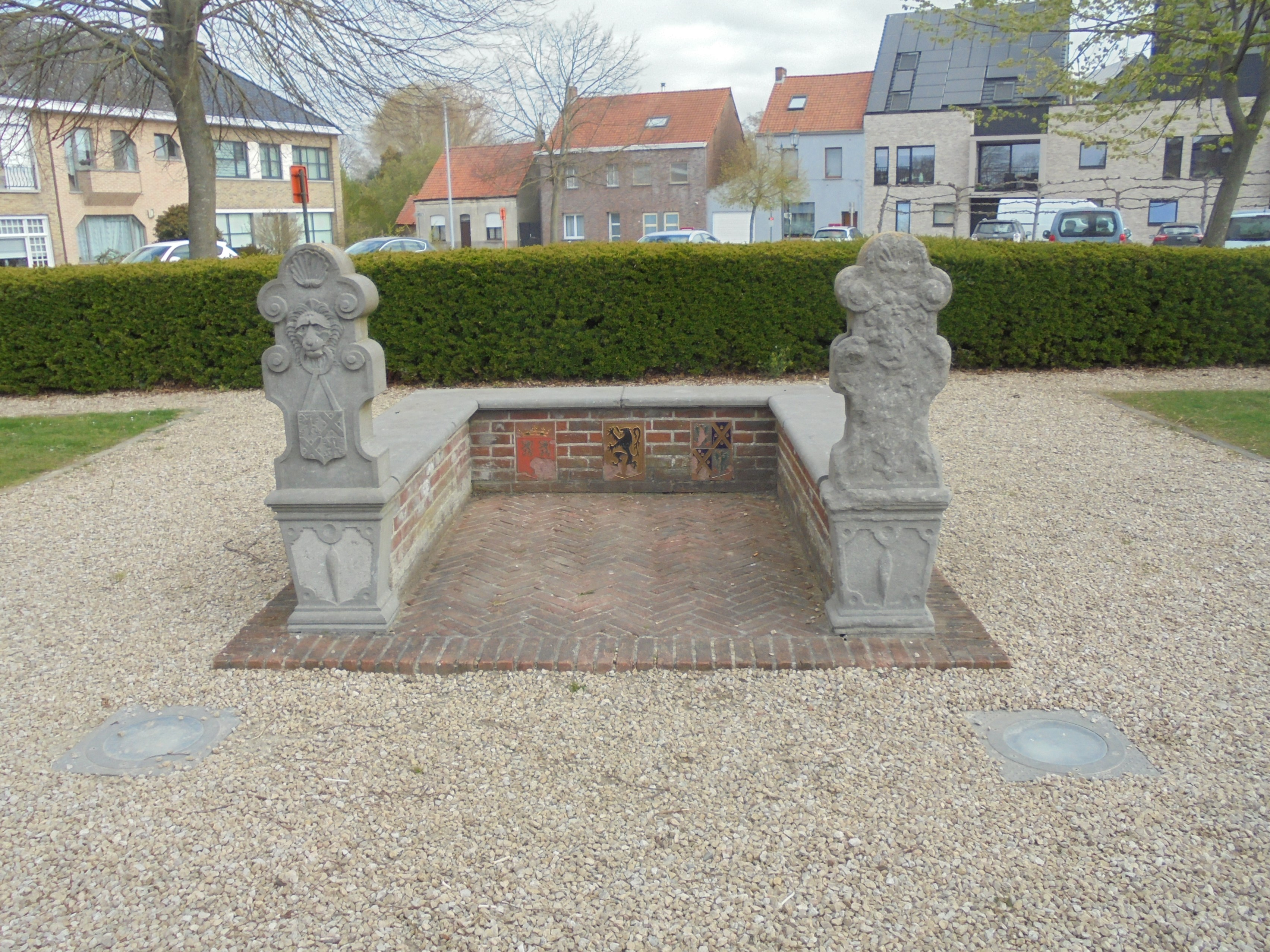
Voorsteen van de vierschaar

De Voorsteen van de vierschaar is een monument in de tot de Oost-Vlaamse gemeente Gavere behorende plaats Asper, gelegen aan het Carlos Dierickxplein.
Het betreft een stenen monument in renaissancestijl dat mogelijk uit de 16e eeuw stamt en een onderdeel was van de vierschaar van de Sint-Baafsabdij. De stenen, die het wapen van de abdij bevatten, zijn vervaardigd uit arduin.